# Luis Bardalez
Luis Bardalez (* 3. Oktober 1995) ist ein peruanischer Gewichtheber.

## Karriere
Bardalez gewann bei den Südamerikameisterschaften 2012 in Cali die Goldmedaille in der Klasse bis 62 kg. 2013 erreichte er bei den Panamerikanischen Meisterschaften in Isla Margarita den sechsten Platz. Bei den Panamerikanischen Junioren-Meisterschaften im selben Jahr war er Zweiter. Nachdem er allerdings bei der Dopingkontrolle positiv auf Furosemide getestet wurde, sperrte ihn der Weltverband IWF für zwei Jahre.